# Аријана Гринблат
Аријана Гринблат (енгл. Ariana Greenblatt; Њујорк, 27. август 2007) америчка је глумица. Каријеру је започела улогом Дафни Дијаз у серији У средини (2016—2018), а истакла се улогом Саше у филму Барби (2023). Била је номинована за Филмску награду по избору критичара и награду Удружења филмских глумаца.

## Биографија
Рођена је 27. августа 2007. у Њујорку. Отац јој је глумац, а баба и деда по оцу су били продуценти на Бродвеју. Преко оца има порекло Ашкеназа, а преко мајке Порториканаца.

## Филмографија

### Филм
| Улоге Аријане Гринблат |                            |               |                           |          |
| Година                 | Српски назив               | Изворни назив | Улога                     | Напомена |
| 2017.                  | Опасне маме 2: Божић       |               | Лори Харкнес              |          |
| 2018.                  | Осветници: Рат бескраја    |               | млада Гамора              |          |
| 2020.                  | Скуби-Ду!                  |               | млада Велма Динкли (глас) |          |
| 2020.                  | Иван, један једини         |               | Џулија                    |          |
| 2020.                  | Љубав и чудовишта          |               | Миноу                     |          |
| 2021.                  | Висине Њујорка             |               | млада Нина Росарио        |          |
| 2021.                  | Будни                      |               | Матилда Адамс             |          |
| 2021.                  | Мали шеф: Породични бизнис |               | Табита Темплтон (глас)    |          |
| 2023.                  | 65                         | 65            | Коа                       |          |
| 2023.                  | Барби                      |               | Саша                      |          |
| 2024.                  |                            |               | Тајни Тина                |          |

### Телевизија
| Улоге Аријане Гринблат |              |               |                        |                                                      |
| Година                 | Српски назив | Изворни назив | Улога                  | Напомена                                             |
| 2015.                  | Лив и Меди   |               | Рејна                  | 1 епизода                                            |
| 2016—2018.             | У средини    |               | Дафни Дијаз            | главна улога                                         |
| 2018.                  |              |               | себе                   | такмичарка                                           |
| 2022—2023.             |              |               | Табита Темплтон (глас) | главна улога (1. сезона); споредна улога (2. сезона) |
| 2023.                  | Асока        |               | млада Асока Тано       | 1 епизода                                            |